# École Normale Supérieure
École Normale Supérieure (også kendt som Normale Sup', Normale, ENS, ENS-Paris, ENS-Ulm eller Ulm) er den nok mest prestigefulde af Frankrigs grande écoles. Institutionens hovedcampus er beliggende ved rue d'Ulm i Paris' 5. arrondissement, men har også bygninger ved Boulevard Jourdan, i forstaden Montrouge samt en biologiafdeling ved Foljuif. 
ENS blev grundlagt under den franske revolution – i 1794 – for at uddanne universitetslærere. I dag fungerer ENS som et eliteuniversitet for embedsmænd, erhvervsfolk, forskere og politikere. 
Institutionen har fostret adskillige Nobelpristagere.

## Berømte kandidater
- Louis Pasteur (biolog)
- Maurice Merleau-Ponty (filosof)
- Gérard Debreu (matematiker og økonom, Nobelpristager i økonomi)
- Pierre Fatou (matematiker og astronom)
- Thomas Piketty (økonom)
- David Émile Durkheim (sociolog)
- Pierre Bourdieu (sociolog)
- Michel Foucault (Politisk filosof)